# Carlos Jereissati Filho
Carlos Jereissati Filho (São Paulo, 1971) é um empresário brasileiro.
De origem libanesa é filho de Carlos Francisco Ribeiro Jereissati, foi presidente da Associação Brasileira de Shopping Centers entre 2003 e 2004.
Nascido em 04 de setembro de 1971, é formado em Administração de Empresas pela escola de Administração de Empresas da Fundação Getúlio Vargas - FGV - SP em 1994, com cursos de especialização no exterior, destacando-se: Management for Success (University of Michigan Business School, 2002), Spring Convention (International Council of Shopping Centers, 1998, 1999 e, de 2002 a 2006, Real Estate Finance & Investment (Euromoney Training, 1998).
Desde 1996, pertence aos quadros diretivos da empresa de administração de shopping centers, Iguatemi Empresa de Shopping Centers - IESC que atualmente preside. É membro do Conselho de Administração das empresas de participação em outras sociedades Jereissati Participações S.A., LF Tel S.A., La Fonte Telecom S.A., Telemar Participações S.A., CTX Participações S.A., da empresa de telecomunicações Tele Norte Leste Participações S.A. e da Contax Participações S.A., cuja atividade principal é participar de empresa que presta de serviços de call center. Foi Presidente e Vice-Presidente da ABRASCE - Associação Brasileira de Shopping Centers (de 2002 a 2004 e 2005 a 2006) onde atualmente integra o Conselho Consultivo. Foi conselheiro do CDES (Conselho de Desenvolvimento Econômico e Social) e é Membro do IBRAVO - Associação Brasil Voluntário desde 1995 e Associado do ICSC - International Council of Shopping Centers, desde 1994.Foi eleito em 2007 como "Young Global Leader" - Título concedido pelo World Economic Fórum.